# Stařec a hoře
Stařec a hoře (v anglickém originále The Old Man and the Key) je 13. díl 13. řady (celkem 282.) amerického animovaného seriálu Simpsonovi. Scénář napsal Jon Vitti a díl režíroval Lance Kramer. V USA měl premiéru dne 10. března 2002 na stanici Fox Broadcasting Company a v Česku byl poprvé vysílán 7. října 2003 na stanici ČT1.

## Děj
Simpsonovi navštíví dědečka poté, co Springfieldský domov důchodců omylem nahlásí jeho smrt. Místo skutečného zesnulého obyvatele se do domova důchodců nastěhuje stará žena jménem Zelda. Děda je odhodlán získat její lásku k Zackovi, dalšímu obyvateli, který vlastní a řídí minivan. Poté, co si obnoví řidičský průkaz, přesvědčí děda Homera, aby mu půjčil auto, aby s ní mohl navázat romantický vztah. Přestože na Zeldu udělá dojem, Homer a Marge si myslí, že je to hochštaplerka a má dědu ráda jen proto, že umí řídit. Poté, co nabourá Homerovo auto při závodu s konkurenčním gangem, se Homer na dědu rozzlobí, sebere mu klíčky a zakáže mu, aby ještě někdy řídil. Zelda dědovi oznámí, že jim sehnala lístky do divadla v Bransonu v Missouri, ale když jí řekne, že nemá auto, odjede se Zackem v jeho minivanu. 
Děda ukradne Marge auto a vezme Barta s sebou na cestu do Bransonu, aby získal Zeldu zpět. Když si uvědomí, že děda s Bartem míří do Bransonu, Homer, Marge, Líza a Maggie tam jedou autobusem. V divadle děda na Zeldu z pódia zavolá, ale pak ji přede všemi odsoudí, čímž ji donutí odejít z pódia. Děda se pak s Homerem usmíří.

## Produkce
Scénář k dílu napsal Jon Vitti a režíroval ho Lance Kramer. Poprvé byl odvysílán 10. března 2002 na stanici Fox ve Spojených státech. Nápad na epizodu předložil Vitti, jenž se inspiroval článkem o domovech pro seniory. Článek popisoval domovy pro seniory jako něco podobného jako střední školy v tom smyslu, že jsou v nich oblíbení a neoblíbení lidé a že ti, kteří například vlastní auto, „jsou jako králové“. Vitti navrhl, že by epizoda měla být o tom, že je „dědečkův život je v podstatě jako život teenagera“, přičemž Homer by se choval, jako by byl dědečkův otec. Jackitos, který v dílu vyzve dědečka na závod smrti, byl koncipován na základě postřehu scenáristů, již tvrdili, že drahé bundy s ochrannou známkou si kupují jen staří lidé, kteří chtějí vypadat mladší.
Scéna v epizodě ukazuje dědu a Barta, jak jedou do Bransonu Marginým autem a poslouchají rádio. Protože se scéna skládá výhradně z auditivních gagů, štáb Simpsonových měl potíže vymyslet, co během scény zobrazit vizuálně. V audiokomentáři k epizodě na DVD Jean vysvětlil, že tyto scény „vyvolávají u stolu opravdu velký smích“, ale následně jsou pro animátory těžké. Scéna využívá opakující se pozadí, animační techniku, kterou proslavila Hanna-Barbera, aby snížila rozpočet.
Píseň „Ode to Branson“, kterou zpívá několik celebrit, složil Alf Clausen a napsal Vitti. Přestože Vitti získal výhradní zásluhy za napsání písně, části textu napsala scenáristka Simpsonových Carolyn Omineová, které pak přepracoval kolega scenárista Matt Selman. Selman byl obzvláště spokojen se skladbou, kterou zpívá pan T; prohlásil, že kdykoli se cítí na dně, vzpomene si na tuto ni a „vnitřně (ho) povzbudí“. V dílu se objevuje americká herečka Olympia Dukakisová jako dědečkova láska Zelda. Objevuje se zde také americký komik Bill Saluga jako jeho televizní postava Ray J. Johnson. Majitel minivanu je ztvárněn stálým dabérem seriálu Hankem Azariou, který pro tuto postavu napodobil hlas Clarka Gabla.

## Kulturní odkazy
Název dílu odkazuje na knihu Ernesta Hemingwaye Stařec a moře. Na začátku epizody je Homer nadšený ze začátku sezóny XFL, aniž by věděl, že písmeno „X“ nic neznamená a že liga jako taková se po své jediné řadě v předchozím roce rozpadla. V jedné scéně dílu má děda na sobě zoot suit, oblek oblíbený ve 40. letech 20. století. Když děda a Zelda vyrazí na jedno ze svých rande, tři staříci s dlouhými vousy napodobují ZZ Top, zatímco hraje krátká část písně „Sharp Dressed Man“. Dědečkova interakce s triem v Apuově obchodě odráží scénu z muzikálového filmu West Side Story z roku 1961, přičemž dědeček a jeho přátelé ve filmu ztvárnili roli Tryskáčů, gang staříků roli Žraloků a Apu roli doktora. „Závod smrti“ je odkazem na dramatický film Rebel bez příčiny z roku 1955. Opuštěný akvadukt, ve kterém se závod smrti odehrává, je založen na řece Los Angeles. Závěrečné titulky parodují titulky seriálu The Beverly Hillbillies. Na konci Líza říká: „Tento pořad Vám přinesla společnost Gracie Films“, což paroduje větu na konci The Beverly Hillbillies „Tohle byla prezentace společnosti Gracie Films“.

## Vydání
V původním americkém vysílání 10. března 2002 získal díl podle agentury Nielsen Media Research rating 7,9, což v přepočtu znamenalo přibližně 7,9 milionu diváků. V týdnu vysílání se epizoda umístila na 19. místě v žebříčku 25 nejsledovanějších televizních pořadů. Později byla píseň „Ode to Branson“ nominována na cenu Primetime Emmy Award za vynikající hudbu a text, cenu nakonec vyhrála hudba z přírodopisného dokumentu BBC Modrá planeta. V roce 2007 byla píseň zařazena na soundtrackové album The Simpsons: Testify.
Po vydání 13. řady na DVD a Blu-ray se díl dočkal smíšeného hodnocení kritiků. 
Nate Boss napsal pro Project:Blu, že děda „prostě není tak vtipný, když je zahnaný do kouta, což se nám tady děje“, a že „vtipů je příliš málo a jsou příliš vzdálené“. Negativně epizodu ohodnotil Ryan Keefer z DVD Talk, jenž napsal, že je „na hranici bolesti“ a patří k „šmejdům“ řady. Casey Broadwater z Blu-ray.com napsal, že epizoda „se pohybuje v geriatrickém tempu“, a R. L. Shaffer z IGN uvedl, že „představuje to nejhorší ze Simpsonových“. Naopak kladně díl ohodnotil Ron Martin z 411Mania, kterému se líbil „šťouchanec do Bransonu v Missouri, mekky všech starých lidí“. Jennifer Malkowski z DVD Verdict udělila epizodě hodnocení B. Colin Jacobsson z DVD Movie Guide napsal, že i když je děda „v podstatě osobnost na jeden vtip, ty gagy bývají docela zábavné“. Svou recenzi uzavřel tím, že epizoda je „sympatickým programem“.
Navzdory smíšeným ohlasům obsahuje díl jeden z „nejpoužívanějších klipů“ seriálu. Scéna ukazuje dědu, jak si dělá řidičský průkaz. Místo toho, aby se pro řidičský průkaz vyfotil na místě, navrhne Děda Selmě, která průkazy vyrábí, aby použila jeho fotografii z novinového titulku, který zní „Starý muž křičí na mraky“. Selma souhlasí a děda s nově získaným řidičákem přistoupí k oknu a zařve na mrak „Kdo se směje teď?“. Záběr z této scény byl několikrát použit v pořadu The Daily Show. Malkowski z DVD Verdict i Jacobsson z DVD Movie Guide jej považují za nejlepší část dílu. Po projevu Clinta Eastwooda na republikánském národním sjezdu v roce 2012, kde Eastwood hovořil s prázdnou židlí představující prezidenta Baracka Obamu, byla upravená verze obrázku s popiskem „Starý muž křičí na židli“ použita v internetovém memu.